# Пам'ятки природи Башкортостану
Пам'ятки природи Башкортостану — особливо охоронювані природні території Республіки Башкортостан.

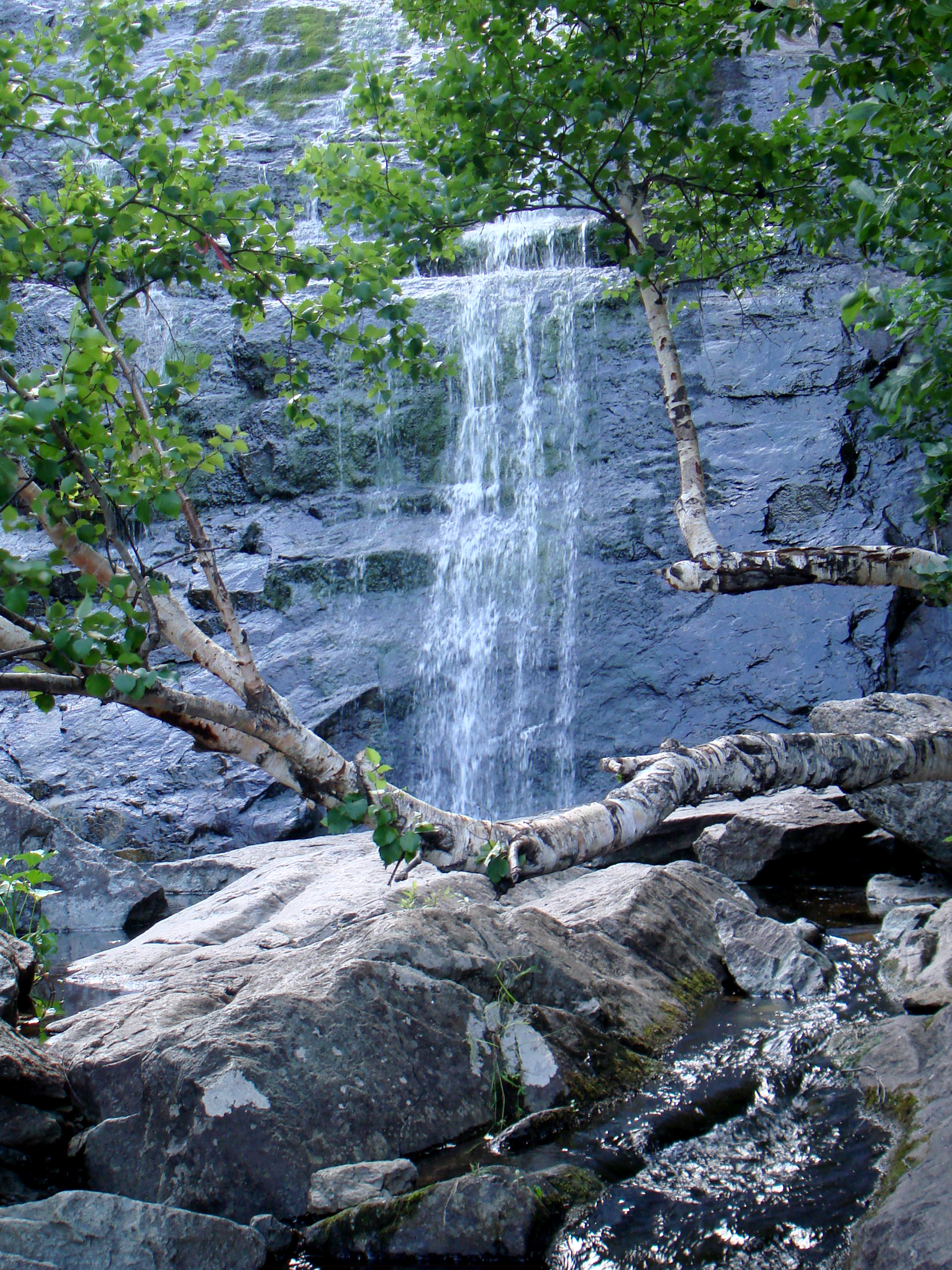
Водоспад Гадельша

Башкортостан розташований на стику Європи і Азії, і тому має унікальний природний комплекс до якого відносяться пам'ятки природи: ботанічні, дендрологічні, комплексні, гідрологічні, геологічні, зоологічні.
Ботанічні: приблизно 50 одиниць, високобонітні природні сосняки біля села Венеція, зарості степової вишні біля села Арієво, популяція цибулі косої в Кугарчинському районі, зарості півонії на горі Дур-Дур, заплава річки Макан та ін.
Дендрологічні: приблизно 37 об'єктів, наприклад старовікова модрина в с. Бурангулово, Єрмолаєвський дендопарк, культура кедри сибірської в Бєлорєцькому районі та ін.
Комплексні: 41 об'єкт: озеро Шамсутдін, урочище Кизилташ, гора Таганташ та ін.
Гідрологічні: приблизно 21 одиниця, наприклад Біле озеро, водоспад Гадельша, джерело Червоний Ключ та ін.
Геологічні: приблизно 22 одиниці, наприклад, скеля Великий Калпак, печера Шульган Таш, Нікітінські пісковики з морською фауною.
Зоологічні: 5 одиниць: гнізда хижих птахів і скупчення журавлів в урочищі Єнгалаш, резерват форелі в річках Білої і М. Іняк.